# سرپیر (اردل)
سرپیر، روستایی از توابع بخش مرکزی شهرستان اردل در استان چهارمحال و بختیاری است که در مجاورت شهر دشتک قرار دارد. مردم این روستا لر هستند و به زبان لری با گویش بختیاری سخن می گویند.

## پیشینه تاریخی
نام سرپیر به معنای مجاور پیر است و به جهت استقرار این روستا در کنار امامزاده حلیمه خاتون مشهور شده‌است.
بردگوری سرپیر ۱ تا ۵ که در زبان محلی به بردسیلا معروف است از بی نظیرترین آثار سنگی در استان چهارمحال و بختیاری است.

## دربارهٔ روستا
این روستا در مجاورت تنگ قیصری و در بن‌بست کامل جاده‌ای میان کوه‌های سر به فلک کشیده قرار دارد.
از شهرکرد که به طرف اردل می‌رویم، در شهر دشتک از کنار چنار کهنسال به سمت راست از جاده اصلی خارج می‌شویم و پس از گذر از کنار بردگوری سرپیر ۱ تا ۵ که در گردنه سرپیر واقع است، به روستای سرپیر می‌رسیم.

## آثار باستانی
از آثار تاریخی این روستا، سنگی است که دارای هفت سوراخ که به همدیگر راه دارند به نام بردگوری سرپیر ۱ تا ۵(بردسیلا) و در گردنه ورودی روستا قرار دارد. برخی بر این باورند که این سنگ را گذشتگان برای نشان گذاشتن بر روی اشیاء قیمتی خود، که در زیر این سنگ پنهان شده بود، قرار داده‌اند، چرا که در سال‌های اخیر در زیر این سنگ، گنج‌هایی یافت شده‌است.
همچنین در شمال روستا، در سینه کشی کوه گوردخمه‌ای از گذشتگان وجود دارد، که به بردگوری مشهور می‌باشد. بر طبق مطالعات تاریخی در سال‌های دور عشایری که برای قشلاق و ییلاق مجبور به ترک محل اسکان خود می‌شدند، به ناچار برای پیرزنان و پیرمردانی که قادر به همراهی سایر اعضا نبودند، در دل کوه مکانی را می‌ساختند و اغذیه کافی برای آن‌ها قرار می‌دادند و اگر شانسی برای زنده بودن آن‌ها وجود نداشت، همان مکان محل دفن آن‌ها می‌شد. برخی نیز بر این عقیده‌اند که قبرستان‌های دوره‌های پیشین را در دل کوه قرار می‌دادند و چون برد به زبان محلی به معنی سنگ می‌باشد به این مکان «بردگوری» یعنی گورهایی از سنگ، می‌گفتند.

در کل آثار باستانی و تاریخی سرپیر به شرح ذیل می‌باشد:
1. امامزاده حلیمه خاتون
2. بردگوری سرپیر ۱ تا ۵ (بردسیلا)
3. بردگوری
4. شمشیربر

## جمعیت
براساس سرشماری سال ۱۳۸۵ جمعیت آن ۱۳۷ نفر (۴۰خانوار) بوده‌است. البته قابل ذکر می‌باشد افزون بر چند هزار سرپیری در شهرکرد، اصفهان و تهران ساکن می‌باشند.

## اماکن تفریحی
در روستای سرپیر وفور چشمه‌ها در فصل بهار، بسیار چشم‌نواز است. چشم‌گیرترین این چشمه‌ها عبارتند از:
- چشمه حاجت از آن اماکن تفریحی مذهبی
- چشمه گا (گاو)
- چشمه ریزک
- چشمه پری
- چشمه سردار
- چشمه شفا
- چشمه کول میشان
- چشمه نازی
- چشمه سیو رو (سیب بالا)
- چشمه سوره
- چشمه گهر تاک